# 基皮尼陨击坑
基皮尼陨击坑'（Kipini）是火星欧克西亚沼区的一座撞击坑，其中心坐标位于北纬25.86度、东经328.44度处，直径67.26公里（41.79英里），该特征名取自肯尼亚滨海省历史悠久的斯瓦希里人定居点基皮尼，1976年被国际天文联合会行星系统命名工作组批准接受。
撞击坑通常有一圈边缘，周围覆盖着喷射物，相比之下，火山坑则一般没有边缘或喷射沉积物。大的陨石坑（直径大于10公里或6.2英里），里面常会有一座中央峰，这种中央峰是因撞击后坑底反弹所形成。基皮尼陨击坑内没有中央峰，据推测已它被较年轻的沉积物所掩埋。如果测得了一座陨坑的直径，则它的原始深度可通过不同的比率来估测。由于这种关系，研究人员发现许多火星陨石坑内都积满大量的物质，据信，其中大部分是不同气候时期累积的冰沉积。
基皮尼陨击坑位于较小的吕大陨击坑北面，两座陨坑都坐落一座将提尔谷一分为二的“岛屿”上，提尔谷是一条溢出河道，它曾将水从南部高地输送到了克律塞平原低地。

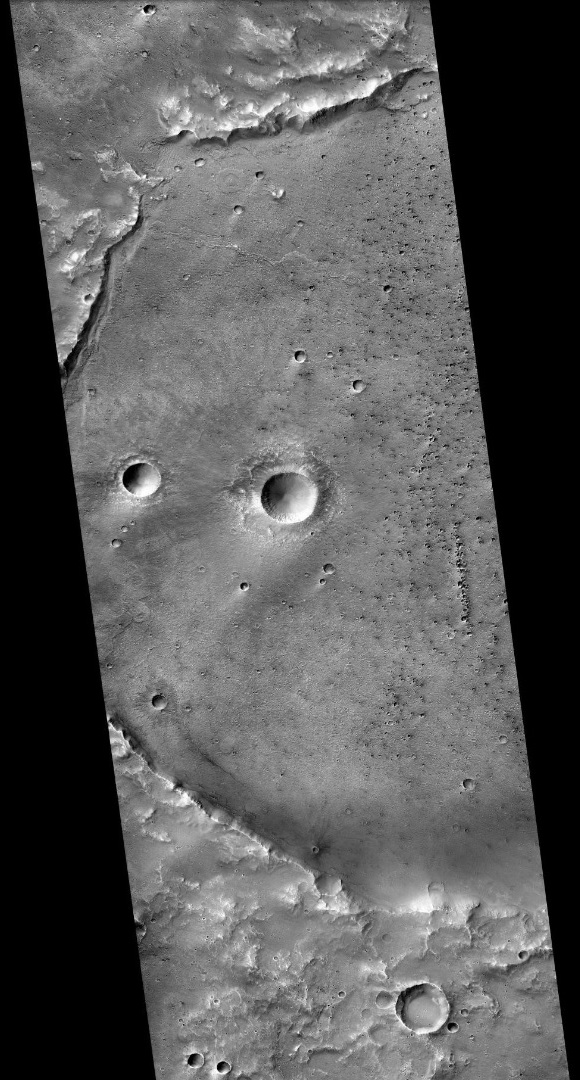
火星勘测轨道飞行器背景相机拍摄的基皮尼陨击坑。
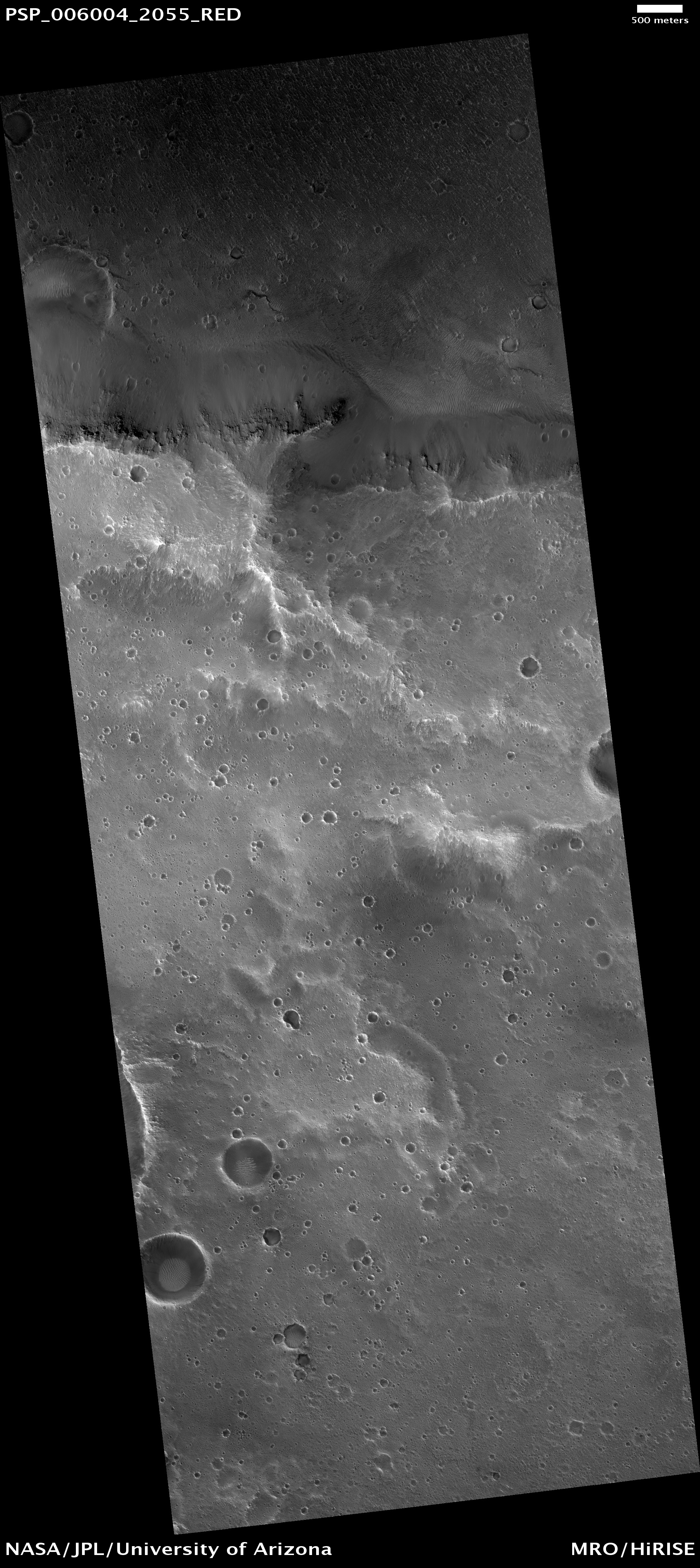
高分辨率成像科学设备显示的基皮尼陨击坑南侧边缘，比例尺长500米。

## 另请查看
- 撞击坑
- 撞击事件
- 火星撞击坑
- 火星矿石资源
- 行星体系命名法